# Kayseri Erciyesspor Kulübü
El Kayseri Erciyesspor Kulübü és un club de futbol turc de la ciutat de Kayseri.

## Història
El club va ser fundat l'1 de juliol de 1966 com a resultat de la fusió de diversos clubs: Yeni Sanayispor, Erciyes Gençlik, Fenergençlik i Ortaanadoluspor. Entre el 1966 i el 2004 s'anomenà Kayserispor. Aquest any intercanvià el nom amb el Kayserispor i adoptà el de Kayseri Erciyesspor.

## Palmarès
- Finalista de la Copa turca de futbol (1): 2007
- Una participació en la copa de la UEFA 2007-08.